# Patrick Breyer
Patrick Breyer (ur. 1977 we Frankfurcie nad Menem) – niemiecki polityk i prawnik, działacz Niemieckiej Partii Piratów, poseł do landtagu Szlezwika-Holsztynu, deputowany do Parlamentu Europejskiego IX kadencji.

## Życiorys
Z wykształcenia prawnik, kształcił się na Uniwersytecie Johanna Wolfganga Goethego we Frankfurcie nad Menem. W 2004 doktoryzował się na podstawie pracy poświęconej retencji danych. Pracował jako sędzia w sądzie Amtsgericht Meldorf. Zaangażował się w różne inicjatywy na rzecz zwiększenia ochrony danych osobowych oraz bezpieczeństwa i nadzoru nad ich przechowywaniem.
Od 2006 działacz Niemieckiej Partii Piratów, w której również zajął się tematyką ochrony danych. W latach 2012–2017 sprawował mandat posła do landtagu Szlezwika-Holsztynu. W latach 2012–2013 i 2016–2017 był przewodniczącym frakcji poselskiej. W 2018 jego macierzyste ugrupowanie nominowało go na pierwsze miejsce listy wyborczej w wyborach europejskich. Wyniku głosowania z maja 2019 uzyskał mandat eurodeputowanego IX kadencji.